# Berezań (miasto)
Berezań (ukr. Березань) – miasto na Ukrainie w obwodzie kijowskim. Ośrodek przemysłu spożywczego. Był miastem królewskim Rzeczypospolitej Obojga Narodów. W pierwszej połowie XVII wieku był położony w starostwie perejasławskim w województwie kijowskim. Położona jest na rzece Nedrze we wschodniej części obwodu kijowskiego w odległości 75 km od Kijowa przy magistrali M03 Kijów - Charków - Donieck - Dovzhansky.
W mieście jest ważny węzeł kolejowy. Koleją odległość do Kijowa wynosi 65 km.

## Historia
Zgodnie z główną wersją, nazwa Berezań pochodzi od nazwy rzeki Berezanki, która biegnie niedaleko miasta. Podobną ma inna rzeka, która też jest blisko miasta Suchoberezica. Nazwy tych rzek pochodzą od warunków naturalnych. Przy brzegach Berezanki rosną brzozy (Brzozy po ukr. Berezy). Przy Suchoberezice brzegi są niezarośnięte. Aktualną nazwą Berezanki jest Nedra.
Pierwszą pisemną wzmiankę o Berezani spotkać można w „Lustracji Perejasławskiego starostwa Kijowskiego województwa” od 1616 roku. Zgodnie z tą lustracją, mieszkańcy miasta żadnych obowiązków oprócz wojennego przed koroną nie mają. W lustracji od 1620 roku jest napisane, że w miasteczkach starostwa perejasławskiego Berezani, Bykowie, Jabłonowie oraz Myrgorodzie produkowana jest celitra, która przynosi obfity dochód rocznie. Akta Trybunału Lubelskiego z końca XVI-początku XVII wieków informują, że Berezań aktywnie przyjmowała uchodźców z prawobrzeżnej Ukrainy, przeważnie z miejscowości Chodorków. W pierwszej połowie XVII wieku przed powstaniem Chmielnickiego, Berezań do 1620 roku była miastem starostwa perejasławskiego i należała do Janusza Ostrowskiego. Po jego śmierci miasteczka Berezań, Byków, Jabłonów, Myrgorod byłe wydzielone ze starostwa perejasławskiego i rozkazem Zygmunta III przekazane zostały w celu produkcji celitry Janowi Czernyszewskiemu. W roku 1621 innym królewskim rozkazem produkcja celitry w województwie kijowskim i w całej Ukrainie została przekazana komornikowi Bartłomiejowi Obałkowskiemu. W latach 30 XVII wieku Berezań staje się centrum berezańskiej sotni kozackiej pułku perejasławskiego. Na samym początku powstania Chmielnickiego, hetman zwrócił się do księcia Jeremiego Wiśniowieckiego, który wtedy miał obóz niedaleko Berezani. Posłańcy przywieźli księciu list od Chmielnickiego w którym tłumaczył on powody insurekcji i zachęcał Wiśniowieckiego nie angażować się w walki między kozactwem i wojskami koronnymi. Wiśniowiecki tak się wściekł tym listem, że kazał posłańców torturować. W 1674 roku hetman Iwan Samojłowicz swoim uniwersałem przekazał we własność pułkownikowi perejasławskiemu Dmytraszce Rajczowi kupione już przez niego ziemie, w tym i miasteczko Berezań. W roku 1688 już inny hetman Iwan Mazepa jeszcze raz potwierdził swoim rozkazem prawo do własności Rajczewa. Zgodnie ze „śledztwem generalnym o majątkach”, które zostało sporządzane we wszystkich dziesięciu pułkach lewobrzeżnej Ukrainy w latach 1729–1731, w Berezani było 37 dworów i znajdowała się ona we własności rodziny pułkownika Dmytraszki Rajczy. W 1764 roku pułk perejasławski, w którym była berezańska sotnia, był wcielony w nowo utworzoną wtedy małorosyjską gubernię. Po likwidacji pułkowego ustroju na lewobrzeżnej Ukrainie oraz reorganizacji małorosyjskiej guberni w Kijowskie, Czernihowskie i Nowogrodzko Siewierskie namiestnictwa w 1782 roku, Berezań została wliczona w powiat perejasławski Kijowskiego namiestnictwa. W 1796 roku była wznowiona Małorosyjska gubernia, więc Berezań została częścią powiatu perejasławskiego do podziału guberni Małorosyjskiej na Czernihowską i Połtawską w 1802 roku. Z 1802 roku Berezań była centrum wołości Perejasławskiego powiatu guberni Połtawskiej. Wynikiem kolejnej reformy administracyjnej w latach 1922–1923, kiedy powiaty zostały zmienione na okręgi, a wołości na rejony, Berezań została centrum rejonowym okręgu Kijowskiego. Od 1962 do 1965 roku miasteczko Berezań wchodziło do składu Perejasławsko Chmielnickiego rejonu obwodu kijowskiego. W 1994 roku Berezań została przeniesiona do kategorii miast kompetencji obwodowej obwodu Kijowskiego.
W 1843 roku w Berezani przebywał znany poeta i malarz Taras Szewczenko, który podczas swojego pobytu napisał wiersz „Rozkopany grób”.
W 1927 roku w mieście reżyser Arnold Kurdiuk nakręcił jeden z pierwszych pełnometrażowych filmów „Dżamalma”.

## Geografia
Klimat umiarkowanie kontynentalny, z ciepłym, stabilnym latem oraz czasami umiarkowaną, łagodną zimą z niewielkimi opadami śniegu. Gleba to głównie czarnoziem, żyzna, zawierająca niewiele wapienia, łupków i łupków ilastych. Miasto otaczają lasy iglaste i mieszane oraz zagajniki brzozowe. Miejscowość jest bogata w zasoby wodne: przepływają tu dwie rzeki – Nedra i Trubiż, będące dopływami Dniepru, znajdują się tu również liczne stawy oraz jezioro Centralne. Występują pokłady torfu oraz gliny nadającej się do produkcji cegieł, piaski drobnoziarniste, a także źródła wody mineralnej, z której w przeszłości produkowano piwo.

## Demografia[4]
- 1959–9 700 osób
- 2006–17 516 osób
- 2019–16 640 osób[5]
- 2021– 16 202 osób[1]

## Kultura
W mieści działają szkoła muzyczna, kino, biblioteki oraz dom kultury.
W 1975 roku odbyły się uroczystości z okazji otwarcia Berezańskiego muzeum historycznego, które w 1980 roku otrzymało tytuł „ludowego”. Ekspozycje muzealne opowiadają o historii tej miejscowości i rejonu.
Największe święta obchodzone w tym miasteczku to obchody dnia urodzin Tarasa Szewczenki oraz Noc Kupały.
W mieście odbywa się coroczny muzyki ciężkiej „Metal Time fest”.

## Osoby związane z miastem
W mieście urodził się, mieszkał i pracował poeta Stepan Łysowiec (ur. 7 stycznia 1904; zm. latem 1978).
Miasto odwiedzali Hryhorij Skoworoda, Taras Szewczenko, Georgij Beregowyj oraz inne znane osobistości.
W mieście mieszka poeta, pisarz dziecięcy, tłumacz oraz krytyk literacki Iwan Andrusiak.

## Transport

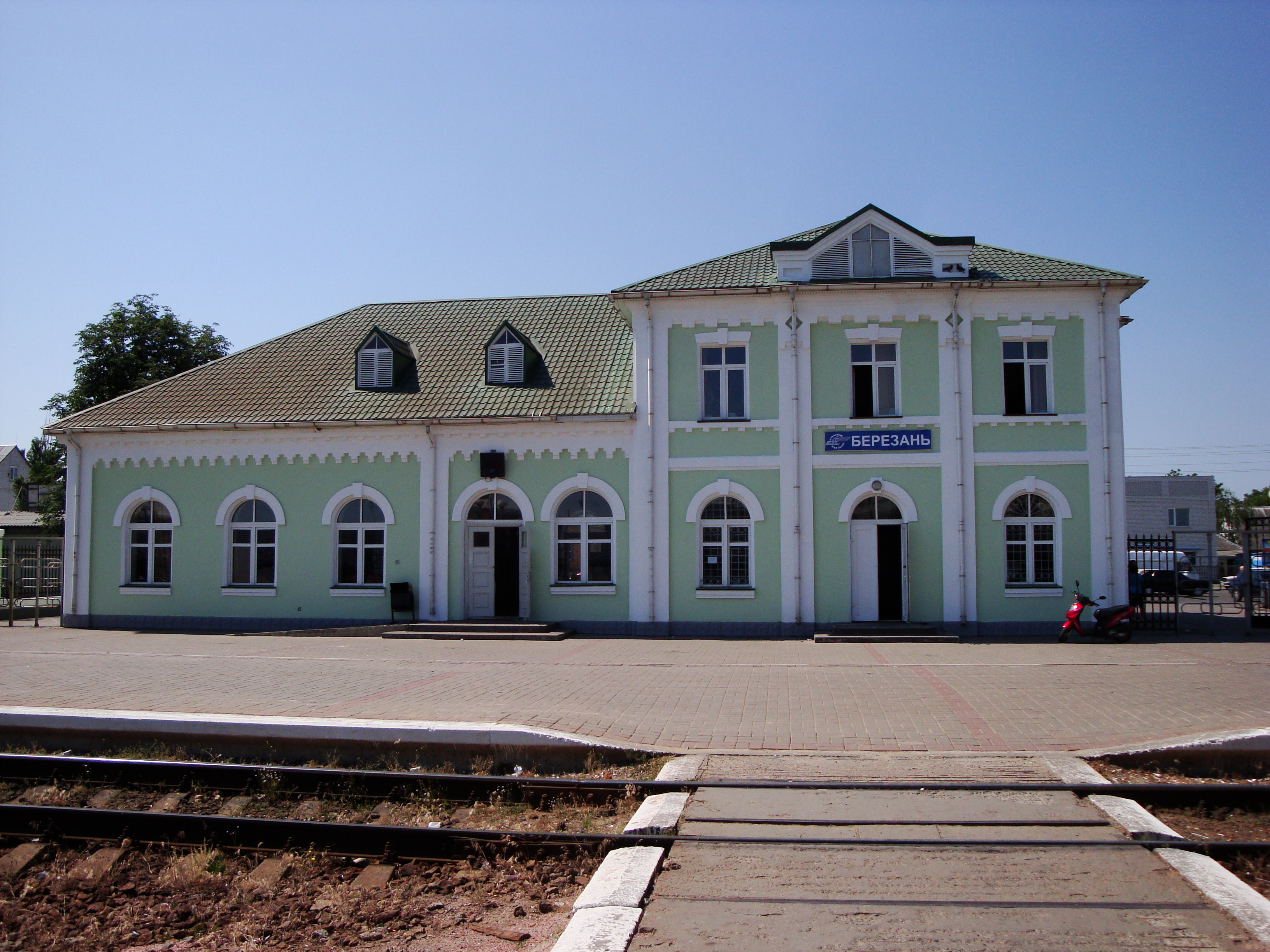
Dworzec kolejowy

W mieście od lat 80. istnieje jedna linia autobusowa, którą jeżdżą busy (marszrutki) (trasa: ul. Sadowa ul. Szlak Szewczenki ul. Elona Muska ul. Bohaterów Niebiańskiej Sotni ul. Mychajłowska Szpital Miejski).